# BMW 2系列
BMW 2系列（德語：BMW 2er）是德国汽车制造商BMW旗下的一个小型车系。其所属的首个轿跑车款（F22）自2013年12月起生产，并于2014年3月8日起投放市场。这一车系创立的目的是为纪念传奇的BMW 2002。2系轿跑车如同X1和五门版1系一样，均由设于萨克森州的BMW莱比锡工厂生产。它的面世取代了第一代1系的相应车型，同时还是BMW F20的兄弟车型。敞篷车款也取代了1系的敞篷版本，这便意味着，BMW将其未来的小型轿跑车和敞篷车均归纳为一个独立的车系。2系敞篷车款（F23）于2014年9月10日对公众发布，并自2015年2月28日起投放德国市场。
目前市场上推出的2系轿跑车有两款汽油发动机版本和3款柴油发动机配置：135千瓦（184马力）的220i、 240千瓦（326马力）的M235i、105千瓦（143马力）的218d、135千瓦（184马力）的220d以及160千瓦（218马力）的225d。2系敞篷车的发动机阵容与轿跑车并没有太大差异，这与以往的1系敞篷车及1系轿跑车的情况类似。初期推出的配置有220d、220i、228i和M235i，其中220d已装有功率为140千瓦（190马力）的全新模块化发动机B47D20，而220d轿跑车也自2014年11月起装备这款新发动机。

## 设计
BMW 2系的车身整体比起前作车型都更大。其中长度增加了约70mm达到4430mm，同时宽度和轴距也分别增加了30mm。而轴距增加的30mm和轮距增加的40mm使得车内所有座椅都拥有更大的头部和肩部空间，以及更大的后排腿部空间。此外，行李厢空间也较前作车型有所增加，达到390升。尽管体积更大，但2系的重量却仍不如前作，并且变得更为精简：通过平滑的车身和空气动力学特性，例如在轮拱罩前部形成的所谓“空气簾幕技术”，可使风阻系数下降至0.29。
车身的侧缘在前轴后有一个大角度的倾斜并向上延伸至后挡板，因而形成具备运动动力学的精致楔形设计。车轮拱的设置同样意在强调车体的运动性。引擎蓋还有4条折線线沿着气流走向分布。